# Victor Boucher
Pour les articles homonymes, voir Boucher.
Victor Boucher est un acteur français, né le 24 août 1877 à Rouen et mort le 21 février 1942 à Ville-d'Avray.

## Biographie

### Famille
Victor Louis Armand Boucher, de son nom complet, naît à Rouen, le 24 août 1877, dans une maison de la rue Saint-Étienne-des-Tonneliers où il réside jusqu'à l'âge de 15 ans. Ses parents tiennent un café-restaurant à Bihorel. Élève de l'école Bellefonds à Rouen, il fait ses débuts au théâtre au “Cercle de jeunesse”. Puis il commence à travailler comme comptable dans sa ville natale. Ce n'est qu'après son service militaire, en 1902, qu'il s'installe à Paris et épouse Claire Mariotta (1882-1963) à Neufchâtel-en-Bray.

### Carrière au théâtre

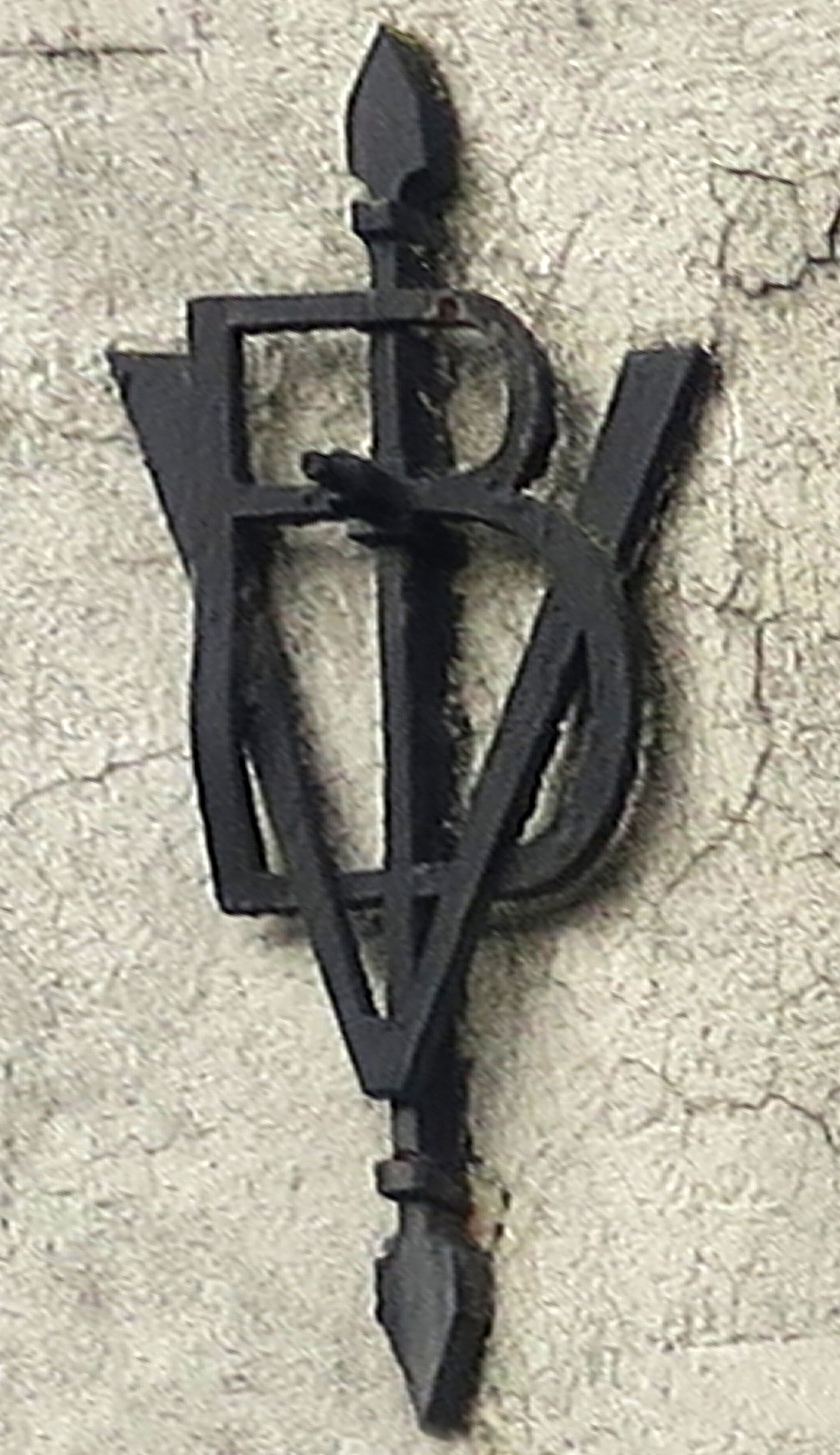
Initiales VB.

Victor Boucher a la chance de remplacer Charles-Alexis Carpentier au théâtre des Mathurins en 1905 dans Nono, qui sera le début d'une carrière longue de 35 ans au théâtre. Il se fera connaître par son bégaiement comique.
Il fait ses premières apparitions, en 1904, au théâtre du  nouveau casino de la forêt de Paris-Plage, la toute jeune station balnéaire de la Côte d'Opale. Ce théâtre, sous la direction artistique du chansonnier parisien Jean Battaille, n’est ouvert que pendant la période estivale. En été 1905, il revient à Paris-Plage mais cette fois-ci comme directeur artistique du théâtre du casino de la forêt avec, à ses côtés, un jeune premier, Jules Berry. En 1907, on le voit jouer avec, entre autres, Rosny Deris. Il occupe la fonction de directeur artistique du casino jusqu’en 1914, où il évolue, cette année là, aux côtés de Roger Monteaux.
Il a été également propriétaire, au Touquet-Paris-Plage, de la villa « M’as-tu-vu », aujourd’hui « Vertefeuille », au no 240 avenue des Pins. Ses initiales, toujours visibles, figurent sur la cheminée extérieure,,,.

### Intermède de la guerre de 1914-1918
Mobilisé en 1914 comme sergent de réserve dans une section de Commis et ouvriers d'administration, Victor Boucher est ensuite transféré dans le Génie en 1916. Il sert au total 2 ans et 3 mois en unité combattante et obtient la croix de guerre avec citation ainsi que la médaille interalliée. Il est démobilisé en février 1919.

### Carrière au cinéma
Victor Boucher devient en 1927 directeur du théâtre de la Michodière, puis président de l'Association des artistes dramatiques. En parallèle à sa carrière au théâtre, il développe au cinéma, dans les années 1930, un personnage d'homme du monde légèrement distant, souvent amant ou mari d'Elvire Popesco.

### Mort
Victor Boucher meurt le 21 février 1942, à 64 ans, à Ville-d'Avray, d'une crise cardiaque. Il est inhumé au cimetière nouveau de Neuilly-sur-Seine (division 10).

## Distinctions
- Officier de la Légion d'honneur (décret du 12 décembre 1935)
- Croix de guerre 1914–1918
- Médaille interalliée de la Victoire

## Théâtre
- 1891 : Thermidor de Victorien Sardou, Comédie-Française
- 1905 : Nono de Sacha Guitry, Théâtre des Mathurins
- 1906 : Chaîne anglaise de Camille Oudinot et Abel Hermant, Théâtre du Vaudeville
- 1906 : Éducation de prince de Maurice Donnay, Théâtre du Vaudeville
- 1907 : Les Jacobines d'Abel Hermant, Théâtre du Vaudeville
- 1907 : Le Ruisseau de Pierre Wolff, Théâtre du Vaudeville
- 1907 : Samson d'Henri Bernstein, Théâtre de la Renaissance
- 1908 : La Femme nue d'Henry Bataille, Théâtre de la Renaissance
- 1908 : L'Émigré de Paul Bourget, Théâtre de la Renaissance
- 1908 : L'Oiseau blessé d'Alfred Capus, Théâtre de la Renaissance
- 1909 : La Petite Chocolatière de Paul Gavault, Théâtre de la Renaissance
- 1912 : L'Idée de Françoise de Paul Gavault, Théâtre de la Renaissance
- 1913 : Le Secret d'Henry Bernstein, Théâtre des Bouffes-Parisiens
- 1913 : La Belle Aventure de Gaston Arman de Caillavet, Robert de Flers et Étienne Rey, Théâtre du Vaudeville
- 1919 : Les Sentiers de la vertu de Gaston Arman de Caillavet et Robert de Flers, Théâtre des Variétés
- 1920 : Le Retour de Robert de Flers et Francis de Croisset, Théâtre de l'Athénée
- 1921 : Amants de Maurice Donnay, Théâtre du Gymnase
- 1922 : Ta bouche, livret d'Yves Mirande, lyrics Albert Willemetz, musique Maurice Yvain, mise en scène Edmond Roze, Théâtre Daunou
- 1923 : Les Vignes du seigneur de Robert de Flers et Francis de Croisset, Théâtre du Gymnase
- 1924 : Si je voulais ! de Paul Géraldy et Robert Spitzer[12], Théâtre Daunou
- 1926 : Le Figurant de la Gaité, d'Alfred Savoir, création au théâtre Daunou, avec Régine Flory comme partenaire, rôle d'Albert[13],[14].
- 1926 : Les Nouveaux Messieurs de Robert de Flers et Francis de Croisset, Théâtre de l'Athénée
- 1927 : Son mari de Paul Géraldy et Robert Spitzer, Théâtre de la Michodière : André Moreuil
- 1927 : Vient de paraître d'Édouard Bourdet, mise en scène Victor Boucher, Théâtre de la Michodière : Marc
- 1928 : Sur mon beau navire de Jean Sarment, Théâtre de la Michodière
- 1929 : Le Trou dans le mur d'Yves Mirande, Théâtre de la Michodière
- 1929 : Le Sexe faible d'Édouard Bourdet, Théâtre de la Michodière : Antoine
- 1931 : La Banque Némo de Louis Verneuil, Théâtre de la Michodière
- 1932 : La Fleur des pois d'Édouard Bourdet, Théâtre de la Michodière
- 1933 : Le Vol nuptial de Francis de Croisset, Théâtre de la Michodière
- 1934 : Les Temps difficiles d'Édouard Bourdet, Théâtre de la Michodière
- 1934 : Les Vignes du seigneur de Robert de Flers et Francis de Croisset, Théâtre de la Michodière
- 1934 : Do, Mi, Sol, Do de Paul Géraldy, Théâtre de la Michodière
- 1935 : Bichon de Jean de Létraz, Théâtre de la Michodière
- 1936 : Fric-Frac d'Édouard Bourdet, Théâtre de la Michodière
- 1937 : Les Vignes du seigneur de Robert de Flers et Francis de Croisset, Théâtre de la Michodière
- 1938 : Le Valet maître de Paul Armont et Léopold Marchand, mise en scène Pierre Fresnay, Théâtre de la Michodière
- 1940 : Léocadia de Jean Anouilh, Théâtre de la Michodière

## Filmographie

### Films muets
- 1913 : La Petite Chocolatière d'André Liabel
- 1914 : L'Idée de Françoise d'Émile Chautard

### Films parlants
- 1930 : La Douceur d'aimer de René Hervil avec Arletty : Albert Dumontier
- 1931 : Gagne ta vie d'André Berthomieu avec Florelle : Jacques Laumière
- 1932 : Les Vignes du Seigneur de  René Hervil : Henri Levrier
- 1933 : Le Sexe faible de Robert Siodmak  avec Pierre Brasseur et Mireille Balin : Antoine
- 1934 : Votre sourire de Pierre Caron et Monty Banks Colin
- 1934 : La Banque Némo de Marguerite Viel  avec Mona Goya : Gustave Lebrèche
- 1936 : Bichon de Fernand Rivers
- 1936 : Faisons un rêve de Sacha Guitry (prologue)
- 1936 : L'Amant de Madame Vidal d'André Berthomieu avec Elvire Popesco : Philippe Marcelin
- 1937 : L'Habit vert de Roger Richebé avec Elvire Popesco et Jules Berry : le comte Hubert de Latour-Latour
- 1937 : Chipée de Roger Goupillières : Chabrat
- 1938 : Le Train pour Venise d'André Berthomieu avec Max Dearly : Étienne de Boisrobert
- 1939 : Ils étaient neuf célibataires de Sacha Guitry avec Elvire Popesco et Max Dearly : Alexandre
- 1939 : Le Bois sacré de Léon Mathot avec Gaby Morlay et Elvire Popesco : Paul Margerie
- 1941 : Parade en sept nuits de Marc Allégret avec Elvire Popesco : Édouard
- 1941 : Ce n'est pas moi de Jacques de Baroncelli avec Ginette Leclerc : Quincampoix

## Distinctions
Victor Boucher est nommé chevalier de l'ordre national de la Légion d'honneur en 1927 puis promu officier du même ordre en 1935,. Il est décoré de la croix de guerre 1914-1918 avec citation ainsi que  de la médaille interalliée 1914-1918.

## Hommage
La commune du Touquet-Paris-Plage lui a rendu hommage en donnant son nom à la salle de théâtre du palais des congrès.